# Social Democratic and Labour Party
Die Social Democratic and Labour Party (SDLP, irisch Páirtí Sóisialta Daonlathach an Lucht Oibre) ist eine 1970 u. a. durch Ivan Cooper und den späteren Friedensnobelpreisträger John Hume gegründete Partei der republikanischen Seite in Nordirland.
Sie setzt sich für eine Vereinigung Nordirlands mit der Republik Irland mit friedlichen Mitteln ein. Programmatisch bestehen (bis auf die Frage der irischen Wiedervereinigung) starke Ähnlichkeiten zur britischen Labour Party.

## Geschichte
Von den 1990er Jahren bis 2017 nahm der Stimmen- und Mandatsanteil der SDLP kontinuierlich ab. Bei den Europawahlen 2004, 2009, 2014 und 2019 konnte die Partei von den drei Mandaten, die Nordirland im Europaparlament zustehen, keines mehr erlangen.
Im November 2003 musste sie bei der Wahl zur Northern Ireland Assembly die Führungsrolle im republikanischen Lager an die der IRA nahestehende Partei Sinn Féin abgeben. 2011 hielt die SDLP 14 von 108 Sitzen der Nordirischen Versammlung, bei der folgenden Wahl 2016 nur noch 12.
Bei der Wahl zum britischen Unterhaus am 5. Mai 2005 konnte sie ihre drei Sitze halten. Zwar verlor sie den Sitz im Wahlkreis Newry and Armagh an Sinn Féin, konnte jedoch den Wahlkreis Belfast South von der Ulster Unionist Party, ihrem protestantischen Partner im Friedensprozess, gewinnen. Bei der Wahl zum Unterhaus am 6. Mai 2010 gewann die SDLP drei der 18 nordirischen Sitze. Vor der Unterhauswahl am 7. Mai 2015 lehnte die SDLP Wahlkreisabsprachen, wie sie die unionistischen Parteien UUP und DUP getroffen hatten, mit Sinn Féin ab. Derartige Wahlbündnisse erinnerten an die Vergangenheit, sagte der SDLP-Abgeordnete des Wahlkreises Belfast-West Alex Attwood in einer Stellungnahme am 21. Februar 2015. Die Wahl müsse nicht zwischen Nationalismus und Unionismus, sondern zwischen Charakter und Inhalt der Politik getroffen werden. Wahlbeobachter führten diese ablehnende Haltung der SDLP auf negative Erfahrungen aus der Vergangenheit zurück. Die SDLP fürchte, bei Wahlbündnissen mit der radikaleren Sinn Féin die betreffenden Wahlkreise und die Wählerschaft dauerhaft an diese zu verlieren.
Bei der Unterhauswahl 2015 gewann die SDLP erneut 3 Wahlkreismandate.  
Nach der Wahl zur Nordirland-Versammlung 2016, bei der die SDLP 12 von 108 Mandaten gewonnen hatte, entschied sich die Partei, nicht die ihr nach dem Proporz-Prinzip zustehenden Regierungsämter zu besetzen, sondern in der Opposition zu bleiben.
Bei der Unterhauswahl 2017 verloren alle 3 Abgeordneten der SDLP ihre Mandate im Unterhaus.
Im Februar 2019 ging die SDLP eine Partnerschaft mit Fianna Fáil ein. Bei der Unterhauswahl 2019 gewann die SDLP zwei Mandate: die Wahlkreise Foyle und Belfast South. Diese beiden Sitze konnten sie auch bei der Unterhauswahl 2024 verteidigen.

## Parteiführer
- 1973–1979 Gerry Fitt
- 1979–2001 John Hume
- 2001–2010 Mark Durkan
- 2010–2011 Margaret Ritchie
- 2011–2015 Alasdair McDonnell
- 2015–2024 Colum Eastwood
- 2024–0000Claire Hanna

## Wahlergebnisse
Die Wahlergebnisse in der folgenden Tabelle sind jeweils (auch für die gesamt-britischen Wahlen) auf Nordirland bezogen. Unterhauswahlen erfolgten durchgehend nach Mehrheitswahlrecht, Wahlen zur Nordirland-Versammlung ab 1998 und Wahlen zum Europaparlament nach Präferenzwahlrecht.
| Jahr | Wahl                        | Stimmenanteil | Sitze  |
| ---- | --------------------------- | ------------- | ------ |
| 1973 | Nordirland-Versammlung 1973 | 22,1 %        | 19/78  |
| 1974 | Unterhauswahl Feb. 1974     | 22,4 %        | 1/12   |
| 1974 | Unterhauswahl Okt. 1974     | 22,4 %        | 1/12   |
| 1979 | Unterhauswahl 1979          | 18,2 %        | 1/12   |
| 1979 | Europawahl 1979             | 25,5 %        | 1/3    |
| 1982 | Nordirland-Versammlung 1982 | 18,8 %        | 14/78  |
| 1983 | Unterhauswahl 1983          | 17,9 %        | 1/17   |
| 1984 | Europawahl 1984             | 22,1 %        | 1/3    |
| 1987 | Unterhauswahl 1987          | 21,1 %        | 3/17   |
| 1989 | Europawahl 1989             | 25,5 %        | 1/3    |
| 1992 | Unterhauswahl 1992          | 23,5 %        | 4/17   |
| 1994 | Europawahl 1994             | 28,9 %        | 1/3    |
| 1997 | Unterhauswahl 1997          | 24,1 %        | 3/18   |
| 1998 | Nordirland-Versammlung 1998 | 22,0 %        | 24/108 |
| 1999 | Europawahl 1999             | 28,1 %        | 1/3    |
| 2001 | Unterhauswahl 2001          | 21,0 %        | 3/18   |
| 2003 | Nordirland-Versammlung 2003 | 17,0 %        | 18/108 |
| 2004 | Europawahl 2004             | 15,9 %        | 0/3    |
| 2005 | Unterhauswahl 2005          | 17,5 %        | 3/18   |
| 2007 | Nordirland-Versammlung 2007 | 15,2 %        | 16/108 |
| 2009 | Europawahl 2009             | 16,2 %        | 0/3    |
| 2010 | Unterhauswahl 2010          | 16,5 %        | 3/18   |
| 2011 | Nordirland-Versammlung 2011 | 14,2 %        | 14/108 |
| 2014 | Europawahl 2014             | 13,0 %        | 0/3    |
| 2015 | Unterhauswahl 2015          | 13,9 %        | 3/18   |
| 2016 | Nordirland-Versammlung 2016 | 12,0 %        | 12/108 |
| 2017 | Nordirland-Versammlung 2017 | 11,9 %        | 12/90  |
| 2017 | Unterhauswahl 2017          | 11,7 %        | 0/18   |
| 2019 | Europawahl 2019             | 13,7 %        | 0/3    |
| 2019 | Unterhauswahl 2019          | 14,9 %        | 2/18   |
| 2022 | Nordirland-Versammlung 2022 | 9,1 %         | 8/90   |
| 2024 | Unterhauswahl 2024          | 11,1 %        | 2/18   |